# Pomnik Karla Marksa w Uljanowsku
Pomnik Karla Marksa w Uljanowsku (ros. Памятник Карлу Марксу) – pomnik autorstwa rosyjskiego rzeźbiarza Siergieja Mierkurowa, odsłonięty 7 listopada 1921 w Symbirsku (obecnie Uljanowsk). Upamiętnia niemieckiego filozofa, ekonomistę i działacza rewolucyjnego Karla Marksa.